# Бел Вернон (Пенсилванија)
Бел Вернон (енгл. Belle Vernon) град је у америчкој савезној држави Пенсилванија.

## Демографија
По попису из 2010. године број становника је 1.093, што је 118 (-9,7%) становника мање него 2000. године.
| Група             | 2000.         | 2010.         |
| Белци             | 1.159 (95,7%) | 1.018 (93,1%) |
| Афроамериканци    | 26 (2,1%)     | 38 (3,5%)     |
| Азијати           | 5 (0,4%)      | 6 (0,5%)      |
| Хиспаноамериканци | 11 (0,9%)     | 18 (1,6%)     |
| Укупно            | 1.211         | 1.093         |